# Kostelec na Hané (stacja kolejowa)
Kostelec na Hané – stacja kolejowa w miejscowości Kostelec na Hané, w kraju ołomunieckim, w Czechach Znajduje się na wysokości 240 m n.p.m.
Na stacji nie ma możliwości zakupu biletu, a obsługa podróżnych odbywa się w pociągu. 

## Linie kolejowe
- 271 Prostějov - Konice - Dzbel - Chornice
- 273 Červenka - Senice na Hané - Prostějov